# 2000年夏季残疾人奥林匹克运动会伊朗代表团
2000年夏季残疾人奥林匹克运动会伊朗代表团是伊朗派出的2000年夏季残疾人奥林匹克运动会代表团。获得12枚金牌、4枚银牌和7枚铜牌。